# 迪布罗瓦 (扎波罗热州)
47°18′49″N 36°25′21″E / 47.31361°N 36.42250°E
迪布羅瓦（烏克蘭語：Діброва）是位於烏克蘭東南部的村莊，由扎波羅熱州波洛希區的斯米爾諾韋市鎮負責管轄。該村面積1.59平方公里，海拔高度220米，2001年人口127，人口密度每平方公里79.9人。